# Miguel de Medina Corpas
Miguel de Medina Corpas (Córdoba, 28 de septiembre de 1675 - Cádiz, 29 de septiembre de 1758) fue un compositor y maestro de capilla español.

## Vida
Es muy poco lo que se conoce de Miguel de Medina Corpas. Nació en Córdoba, el 28 de septiembre de 1675, hijo de Juan Fernández de Corpas y Medina y Antonia de Cárdenas. Al parecer, su tío era Bernardo de Medina Corpas (1638-1700), maestro de capilla de la Catedral de Cádiz entre 1667 y 1700. Miguel se decidió por usar los apellidos de su tío músico y no los de sus padres. Se desconoce dónde se formó musicalmente, que pudo ser en su Córdoba natal o en Cádiz, con su tío.
En septiembre de 1701 partía el maestro Gaspar de Úbeda de su magisterio en la Colegiata de San Salvador de Jerez de la Frontera, dejando vacante el cargo. El cabildo nombró el 28 de julio de 1702 a Medina para el cargo, en el que permaneció hasta 1710, año en el que fue nombrado Juan de Peñafiel como sucesor.
El maestro Úbeda, que se había trasladado de Jerez al magisterio Catedral de Cádiz en 1710, dejó su cargo en Cádiz para trasladarse a la Catedral de Sevilla. La Catedral de Cádiz se sirvió de nuevo del anterior maestro de capilla jerezano para ocupar el cargo, en este caso Medina Corpas, que ocupó el cargo de 1712 hasta su fallecimiento el 29 de septiembre de 1758.

## Obra
Existen dificultades para distinguir las obras Miguel de Medina Corpas y su tío Bernardo de Medina Corpas, ya que muchas de las composiciones en Cádiz están firmadas simplemente como «Medina». En Jerez se conservan varias obras suyas firmadas por «Medina» que probablemente no corresponden a su tío:
- Beatus vir, a 5 voces y bajo continuo;
- Confitebor tibi Domine, a cuatro voces y bajo continuo;
- Lauda Jerusalem, a 7 voces;
- Missa a 5 voces; y
- Passio Domini in Dominica Palmarum et Feria Sexta.

### Participación en la polémica Valls-Martínez

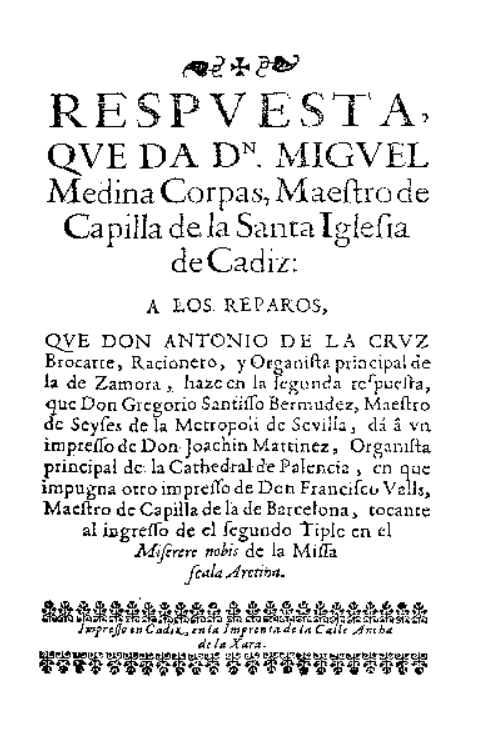
Respuesta que da Don Miguel Medina Corpas [...] a los reparos que don Antonio de la Cruz Brocarte [...] da a un impreso de don Joaquín Martínez

Miguel de Medina Corpas publicó uno de los escritos más importantes en defensa de Francisco Valls durante la polémica de la Misa Scala aretina. El 22 de enero de 1718 firmaba su primera carta: Respuesta que da Don Miguel Medina Corpas [...] a los reparos que don Antonio de la Cruz Brocarte [...] da a un impreso de don Joaquín Martínez; y el 9 de julio de 1718 la segunda: Respuesta de don Miguel Medina Corpas [...] a la docta reflexión que el señor don Antonio de la Cruz Brocarte [...]
La primera carta era un respuesta a Antonio de la Cruz Brocarte, organista de la Catedral de Zamora, en la que defendía la libertad de los músicos modernos de buscar nuevas fórmulas y, aun respetando las normas de los antiguos, que las falsas o disonancias son a veces necesarias para conseguir «la mayor hermosura». Cruz Brocarte respondió el 3 de mayo de 1718 a esta primera misiva, lo que provocó la respuesta de Medina Corpas en su segunda carta.